# 라스카 루퀴야
라스카 루퀴야(Raska Lukwiya, 생년 미상 ~ 2006년 8월 12일)는 우간다 북부의 반군 조직인 신의 저항군(LRA)의 간부로, 총사령관 조지프 코니와 부총사령관 빈센트 오티에 이은 서열 3위이다. 굴루 구 출신인 것으로 생각되며, LRA의 여단 사령관을 역임했다.
국제형사재판소(ICC)가 2005년 체포영장을 발부한 5인의 LRA 간부 중 한명으로, 노예를 비롯한 반인륜 범죄 및 민간인 공격 등 전쟁범죄 혐의로 기소되었다. 남수단 정부와 평화 협상을 진행하던 도중 우간다 정부군인 우간다 인민방위군에게 사살되었다.